# Краснополь (Подляское воеводство)
Краснополь (пол. Krasnopol) — деревня в Сейненском повете Подляского воеводства Польши. Административный центр гмины Краснополь. По данным переписи 2011 года, в деревне проживало 1245 человек.

## География
Деревня расположена на северо-востоке Польши, к востоку от озера Длуге, на расстоянии приблизительно 9 километров к западу от города Сейны, административного центра повета. Абсолютная высота — 151 метр над уровнем моря. К югу от Краснополя проходит региональная автодорога 653.

## История
В конце XVIII века Краснополь входил в состав Гродненского повета Трокского воеводства Великого княжества Литовского.
В 1888 году в деревне Краснополь проживало 2609 человек. В этноконфессиональном отношении большинство население деревни составляли поляки-католики (1430 человек), остальные — евреи (177 человек) и великоруссы-православные (2 человека). В административном отношении деревня являлась центром гмины Краснополь Сейнского уезда Сувалкской губернии.
В период с 1975 по 1998 годы населённый пункт являлся частью Сувалкского воеводства.

## Достопримечательности
- Костёл Преображения Господня, 1862—1864 гг.
- Здание синагоги (в настоящее время используется как магазин), 1850 г.